# Yuto Iwasaki
Yuto Iwasaki (岩崎 悠人, Iwasaki Yuto, Hikone, 11 juni 1998) is een Japans voetballer die als aanvaller speelt bij Hokkaido Consadole Sapporo.

## Clubcarrière
Iwasaki begon zijn carrière in 2017 bij Kyoto Sanga FC. Hij tekende in 2019 bij Hokkaido Consadole Sapporo.

## Interlandcarrière
Iwasaki speelde met het nationale elftal voor spelers onder de 20 jaar op het WK –20 van 2017 in Zuid-Korea.